# Daumitsch
Daumitsch ist ein Ortsteil der Gemeinde Grobengereuth in der Verwaltungsgemeinschaft Oppurg im thüringischen Saale-Orla-Kreis.

## Geografie
Daumitsch und Grobengereuth liegen dicht nebeneinander auf einer Hochebene des nach Norden auslaufenden Südostthüringer Schiefergebirges. Die Gemarkungen beider Orte sind ringförmig mit Waldflächen umgeben. Über die Landesstraße 2359 von Ziegenrück nach Oppurg haben beide Orte in Oppurg auf die Bundesstraße 281 Anschluss.

## Geschichte
Am 18. Juli 1422 wurde Daumitsch erstmals urkundlich registriert. Von jeher ist der Ort landwirtschaftlich geprägt.

## Sehenswürdigkeiten
- Kirche St. Martin (Daumitsch)